# UCI Europa Tour 2024
L'UCI Europa Tour 2024 és la vintena edició de l'UCI Europa Tour, un dels cinc circuits continentals de ciclisme de la Unió Ciclista Internacional. Està format per unes 200 proves, organitzades del 20 de gener al 20 d'octubre de 2024 a Europa.

## Equips
Els equips poden participar en les diferents curses depenent de la categoria de la prova. Per exemple, els UCI WorldTeams només poden participar en curses .1 i el seu nombre per cursa és limitat.
| Categoria | Categoria              | Equips                                                                            |
| --------- | ---------------------- | --------------------------------------------------------------------------------- |
| .1        | 1.1 (Cursa d'un dia)   | * UCI WorldTeam (màx. 50 %) * UCI ProTeam * Equip continental * Selecció nacional |
| .1        | 2.1 (Cursa per etapes) | * UCI WorldTeam (màx. 50 %) * UCI ProTeam * Equip continental * Selecció nacional |
| .2        | 1.2 (Cursa d'un dia)   | * UCI ProTeam * Equip continental * Selecció nacional * Equip regional i de club  |
| .2        | 2.2 (Cursa per etapes) | * UCI ProTeam * Equip continental * Selecció nacional * Equip regional i de club  |

## Evolució del calendari

### Gener
| Data | Cursa                                  | País    | Cat. | Vencedor            | Equip                   | Ref.   |
| ---- | -------------------------------------- | ------- | ---- | ------------------- | ----------------------- | ------ |
| 20   | Gran Premi València                    | Espanya | 1.1  | Dylan Groenewegen   | Team Jayco AlUla        | [ 3 ]  |
| 21   | Gran Premi Castelló                    | Espanya | 1.1  | Michael Matthews    | Team Jayco AlUla        | [ 4 ]  |
| 24   | Trofeu Calvià                          | Espanya | 1.1  | Simon Carr          | EF Education-EasyPost   | [ 5 ]  |
| 25   | Trofeu Ses Salines-Felanitx            | Espanya | 1.1  | Paul Magnier        | Soudal Quick-Step       | [ 6 ]  |
| 26   | Trofeu Serra de Tramuntana             | Espanya | 1.1  | Lennert Van Eetvelt | Lotto Dstny             | [ 7 ]  |
| 27   | Trofeu Port d'Andratx-Port de Pollença | Espanya | 1.1  | Pelayo Sánchez      | Movistar Team           | [ 8 ]  |
| 27   | Gran Premi Antalya                     | Turquia | 1.2  | Ma Binyan           | China Glory Continental | [ 9 ]  |
| 28   | Trofeu Palma                           | Espanya | 1.1  | Gerben Thijssen     | Intermarché-Wanty       | [ 10 ] |
| 28   | Gran Premi La Marseillaise             | França  | 1.1  | Kevin Geniets       | Groupama-FDJ            | [ 11 ] |
| 31-4 | Étoile de Bessèges                     | França  | 2.1  | Mads Pedersen       | Lidl-Trek               | [ 12 ] |

### Febrer
| Data  | Cursa                     | País    | Cat. | Vencedor         | Equip                               | Ref.   |
| ----- | ------------------------- | ------- | ---- | ---------------- | ----------------------------------- | ------ |
| 3     | Gran Premi Apollon Temple | Turquia | 1.2  | Ma Binyan        | China Glory Continental             | [ 13 ] |
| 8-11  | Tour La Provence          | França  | 2.1  | Mads Pedersen    | Lidl-Trek                           | [ 14 ] |
| 8-11  | Tour d'Antalya            | Turquia | 2.1  | Davide Piganzoli | Polti Kometa                        | [ 15 ] |
| 10    | Volta a Múrcia            | Espanya | 1.1  | Ben O'Connor     | Decathlon-AG2R La Mondiale          | [ 16 ] |
| 12    | Jaén Paraiso Interior     | Espanya | 1.1  | Oier Lazkano     | Movistar Team                       | [ 17 ] |
| 16    | Classic Var               | França  | 1.1  | Lenny Martinez   | Groupama-FDJ                        | [ 18 ] |
| 17-18 | Tour dels Alps Marítims   | França  | 2.1  | Benoît Cosnefroy | Decathlon-AG2R La Mondiale          | [ 19 ] |
| 22-25 | O Gran Camiño             | Espanya | 2.1  | Jonas Vingegaard | Team Visma-Lease a Bike             | [ 20 ] |
| 25    | Tour d'Alanya             | Turquia | 1.2  | Julien Trarieux  | China Glory Continental             | [ 21 ] |
| 27    | Le Samyn                  | Bèlgica | 1.1  | Laurenz Rex      | Intermarché-Wanty                   |        |
| 28    | Trofej Umag-Umag Trophy   | Croàcia | 1.2  | Matthew Brennan  | Team Visma Lease a Bike Development |        |

### Març
| Data  | Cursa                                       | País          | Cat. | Vencedor              | Equip                                       | Ref. |
| ----- | ------------------------------------------- | ------------- | ---- | --------------------- | ------------------------------------------- | ---- |
| 2     | Gran Premi Criquielion                      | Bèlgica       | 1.1  | Alec Segaert          | Lotto Dstny                                 |      |
| 2     | Gran Premi Syedra Ancient City              | Turquia       | 1.2  | Lyu Xianjing          | China Glory Continental                     |      |
| 2     | Tour des 100 Communes                       | França        | 1.2  | Halvor Dolven         | Uno-X Mobility Development                  |      |
| 2     | Ster van Zwolle                             | Països Baixos | 1.2  | Nicklas Amdi Pedersen | TDT-Unibet                                  |      |
| 2-3   | Visit South Aegean Islands                  | Grècia        | 2.2  | André Drege           | Coop-Repsol                                 |      |
| 3     | Poreč Trophy                                | Croàcia       | 1.2  | Matthew Brennan       | Visma Lease a Bike Development              |      |
| 3     | Gran Premi de Lillers-Souvenir Bruno Comini | França        | 1.2  | Emmanuel Morin        | Van Rysel-Roubaix                           |      |
| 3     | Gran Premi Jean-Pierre Monseré              | Bèlgica       | 1.1  | Jarne Van de Paar     | Lotto Dstny                                 |      |
| 7-10  | Istrian Spring Trophy                       | Croàcia       | 2.2  | Noa Isidore           | Decathlon-AG2R La Mondiale Development Team |      |
| 9     | Gran Premi de Rodes                         | Grècia        | 1.2  | Tyler Stites          | Project Echelon Racing                      |      |
| 14-17 | Volta a Rodes                               | Grècia        | 2.2  | André Drege           | Coop-Repsol                                 |      |
| 16    | Clàssica Loira Atlàntic                     | França        | 1.1  | Paul Lapeira          | Decathlon-AG2R La Mondiale                  |      |
| 17    | Clàssica da Arrabida-Cyclin'Portugal        | Portugal      | 1.2  | Joseba López          | Caja Rural-Seguros RGA                      |      |
| 17    | Gran Premi Cholet-País del Loira            | França        | 1.1  | Paul Lapeira          | Decathlon-AG2R La Mondiale                  |      |
| 17    | La Popolarissima                            | Itàlia        | 1.2  | Daniel Skerl          | CTF Victorious                              |      |
| 17    | Gran Premi Slovenian Istria                 | Eslovènia     | 1.2  | Marcin Budziński      | Mazowsze Serce Polski                       |      |
| 17    | Dorpenomloop Rucphen                        | Països Baixos | 1.2  | Johan Dorussen        | Development dsm-firmenich PostNL            |      |
| 19    | GP Brda-Collio                              | Eslovènia     | 1.2  | Marcin Budziński      | Mazowsze Serce Polski                       |      |
| 19-23 | Setmana Internacional de Coppi i Bartali    | Itàlia        | 2.1  | Koen Bouwman          | Team Visma Lease a Bike                     |      |
| 20-24 | Olympia's Tour                              | Països Baixos | 2.2  | Tim Torn Teutenberg   | Lidl-Trek Future Racing                     |      |
| 20-24 | Volta a l'Alentejo                          | Portugal      | 2.2  | Eduard Prades         | Caja Rural-Seguros RGA                      |      |
| 21    | GP Goriska & Vipava Valley                  | Eslovènia     | 1.2  | Mattia Negrente       | Astana Qazaqstan Development                |      |
| 24    | Gran Premi Adria Mobil                      | Eslovènia     | 1.2  | Žak Eržen             | CTF Victorious                              |      |
| 24    | Roue Tourangelle                            | França        | 1.1  | Jason Tesson          | Team TotalEnergies                          |      |
| 27    | París-Camembert                             | França        | 1.1  | Benoît Cosnefroy      | Decathlon-AG2R La Mondiale                  |      |
| 29    | Ruta Adélie de Vitré                        | França        | 1.1  | Jenthe Biermans       | Arkéa-B&B Hotels                            |      |
| 30    | Volta Limburg Classic                       | Països Baixos | 1.1  | Timo Kielich          | Alpecin-Deceuninck                          |      |

### Abril
| Data  | Cursa                                           | País                 | Cat. | Vencedor                      | Equip                             | Ref. |
| ----- | ----------------------------------------------- | -------------------- | ---- | ----------------------------- | --------------------------------- | ---- |
| 2-5   | Région Pays de la Loire Tour                    | França               | 2.1  | Marijn van den Berg           | EF Education-EasyPost             |      |
| 4-7   | Circuit de les Ardenes                          | França               | 2.2  | Joseph Blackmore              | Israel Premier Tech Academy       |      |
| 4-7   | Tour de Mersin                                  | Turquia              | 2.2  | Marcin Budziński              | Mazowsze Serce Polski             |      |
| 9-12  | Giro de Sicília                                 | Itàlia               | 2.1  | Anulada per causes financeres | Anulada per causes financeres     |      |
| 9-12  | Giro dels Abruzzos                              | Itàlia               | 2.1  | Alexey Lutsenko               | Astana Qazaqstan                  |      |
| 10-14 | Tour de Loir-et-Cher                            | França               | 2.2  | Emil Toudal                   | ColoQuick                         |      |
| 12    | Classic Grand Besançon Doubs                    | França               | 1.1  | Lenny Martinez                | Groupama-FDJ                      |      |
| 13    | Arno Wallaard Memorial                          | Països Baixos        | 1.2  | Pete Uptegrove                | Monda Vakantieparken-Ijsselstreek |      |
| 13    | Tour del Jura                                   | França               | 1.1  | David Gaudu                   | Groupama-FDJ                      |      |
| 14    | Tour del Doubs                                  | França               | 1.1  | Lenny Martinez                | Groupama-FDJ                      |      |
| 18-21 | Belgrad-Banja Luka                              | Bòsnia i Hercegovina | 2.2  | Piotr Pękala                  | Santic-Wibatech                   |      |
| 21    | Giro de la Romanya                              | Itàlia               | 1.1  | António Morgado               | UAE Team Emirates                 |      |
| 25-1  | Tour de Bretanya                                | França               | 2.2  | Jakob Söderqvist              | Lidl-Trek Future Racing           |      |
| 26-28 | Volta a Astúries                                | Espanya              | 2.1  | Isaac Del Toro                | UAE Team Emirates                 |      |
| 28    | Gran Premi del Somme                            | França               | 1.2  | Corentin Devroute             | SCO Dijon-Team Matériel-velo.com  |      |
| 28    | International Raiffeisenbank Kirschblütenrennen | Àustria              | 1.2  | Lukáš Kubiš                   | Elkov-Kasper                      |      |
| 28    | Famenne Ardenne Classic                         | Bèlgica              | 1.1  | Arnaud De Lie                 | Lotto Dstny                       |      |
| 28    | Rutland-Melton Cicle Classic                    | Regne Unit           | 1.2  | Suspesa per inundacions       | Suspesa per inundacions           |      |

### Maig
| Data  | Cursa                                | País          | Cat. | Vencedor                     | Equip                                  | Ref. |
| ----- | ------------------------------------ | ------------- | ---- | ---------------------------- | -------------------------------------- | ---- |
| 1     | Circuit del País de Waas             | Bèlgica       | 1.2  | Samuel Leroux                | Van Rysel-Roubaix                      |      |
| 1     | Gran Premi Vorarlberg                | Àustria       | 1.2  | Jaka Primožič                | Hrinkow Advarics                       |      |
| 2-5   | Gran Premi Beiras i Serra da Estrela | Portugal      | 2.2  | Artem Nych                   | Sabgal-Anicolor                        |      |
| 4     | Sundvolden GP                        | Noruega       | 1.2  | Idar Andersen                | Uno-X Mobility                         |      |
| 4     | Tour d'Overijssel                    | Països Baixos | 1.2  | Declan Trezise               | ARA-Skip Capital                       |      |
| 5     | Ringerike GP                         | Noruega       | 1.2  | Idar Andersen                | Uno-X Mobility                         |      |
| 5     | Elfstedenronde                       | Bèlgica       | 1.1  | Alexander Kristoff           | Uno-X Mobility                         |      |
| 5     | Circuit del Porto-Trofeu Arvedi      | Itàlia        | 1.2  | Jakub Mareczko               | Team Corratec - Vini Fantini           |      |
| 8-12  | Fletxa del Sud                       | Luxemburg     | 2.2  | Pim Ronhaar                  | Baloise-Trek Lions                     |      |
| 9     | Circuit de Valònia                   | Bèlgica       | 1.1  | Arnaud De Lie                | Lotto Dstny                            |      |
| 11    | Silesian Classic                     | Polònia       | 1.2  | Jakub Otruba                 | ATT Investments                        |      |
| 11    | Tour de Finisterre                   | França        | 1.1  | Benoît Cosnefroy             | Decathlon-AG2R La Mondiale             |      |
| 12    | Boucles de l'Aulne-Châteaulin        | França        | 1.1  | Axel Zingle                  | Cofidis                                |      |
| 12    | Fletxa ardenesa                      | Bèlgica       | 1.2  | Milan Donie                  | Lotto Dstny Development                |      |
| 15-19 | Volta a Grècia                       | Grècia        | 2.1  | Riccardo Zoidl               | Felt Felbermayr                        |      |
| 16-19 | Tour de Sakarya                      | Turquia       | 2.2  | Willie Smit                  | China Glory-Mentech Continental        |      |
| 18    | Veenendaal-Veenendaal                | Països Baixos | 1.1  | Tord Gudmestad               | Uno-X Mobility                         |      |
| 19    | Antwerp Port Epic                    | Bèlgica       | 1.1  | Alexander Kristoff           | Uno-X Mobility                         |      |
| 19    | GP Gorenjska                         | Eslovènia     | 1.2  | Michal Schuran               | ATT Investments                        |      |
| 20    | París-Troyes                         | França        | 1.2  | Liam Walsh                   | BridgeLane                             |      |
| 20    | Tour de Limburg                      | Bèlgica       | 1.1  | Dylan Groenewegen            | Team Jayco AlUla                       |      |
| 20-24 | Volta a Albània                      | Albània       | 2.2  | Veljko Stojnić               | Sèrbia                                 |      |
| 22-26 | Alps Isera Tour                      | França        | 2.2  | Jarno Widar                  | Lotto Dstny Development                |      |
| 23-25 | Volta a Estònia                      | Estònia       | 2.1  | Siim Kiskonen                | Voltas-Tartu 2024 by CCN               |      |
| 23-26 | Tour de la Mirabelle                 | França        | 2.2  | Oscar Nilsson-Julien         | AVC Aix-en-Provence                    |      |
| 25    | Gran Premi Santa Rita                | Itàlia        | 1.2  | Kyrylo Tsarenko              | Team Corratec - Vini Fantini           |      |
| 25    | Gran Premi Marcel Kint               | Bèlgica       | 1.1  | Suspesa per motius financers | Suspesa per motius financers           |      |
| 25    | Gran Premi Herning                   | Dinamarca     | 1.2  | Rasmus Søjberg               | Decathlon-AG2R La Mondiale Development |      |
| 26    | Fyen Rundt                           | Dinamarca     | 1.2  | Lasse Norman Hansen          | CO:PLAY-Giant Store                    |      |
| 26    | Omloop der Kempen                    | Països Baixos | 1.2  | Martijn Rasenberg            | Parkhotel Valkenburg                   |      |
| 26    | Volta a Colònia                      | Alemanya      | 1.1  | Casper van Uden              | Team DSM-Firmenich PostNL              |      |
| 26    | Trofeu Ciutat de Castelfidardo       | Itàlia        | 1.2  | Francesco Della Lunga        | Hopplà-Petroli Firenze-Don Camillo     |      |
| 29    | Mercan'Tour Classic Alpes-Maritimes  | França        | 1.1  | Lenny Martinez               | Groupama-FDJ                           |      |
| 30-2  | Małopolski Wyścig Górski             | Polònia       | 2.2  | Riccardo Zoidl               | Felt Felbermayr                        |      |
| 30-2  | Ronda de l'Oise                      | França        | 2.2  | Pierre Barbier               | Philippe Wagner-Bazin                  |      |

### Juny
| Data  | Cursa                                       | País          | Cat. | Vencedor                   | Equip                          | Ref. |
| ----- | ------------------------------------------- | ------------- | ---- | -------------------------- | ------------------------------ | ---- |
| 1     | Trofeu Alcide Degasperi                     | Itàlia        | 1.2  | suspesa                    | suspesa                        |      |
| 1     | Fletxa de Heist                             | Bèlgica       | 1.1  | Alexander Kristoff         | Uno-X Mobility                 |      |
| 5-9   | ZLM Tour                                    | Països Baixos | 2.1  | Rune Herregodts            | Intermarché-Wanty              |      |
| 5-9   | Tour de Lituània                            | Lituània      | 2.2  | Mads Andersen              | Airtox-Carl Ras                |      |
| 7     | Gran Premi del cantó d'Argòvia              | Suïssa        | 1.1  | Maxim Van Gils             | Lotto Dstny                    |      |
| 12-16 | Tour de Kurpie                              | Polònia       | 2.2  | Tobiasz Pawlak             | HRE Mazowsze Serce Polski      |      |
| 13-16 | Volta a l'Alta Àustria                      | Àustria       | 2.2  | Adrien Maire               | TDT-Unibet                     |      |
| 15-16 | Ruta d'Occitània                            | França        | 2.1  | Suspesa pels Jocs Olímpics | Suspesa pels Jocs Olímpics     |      |
| 26-29 | Cursa de Solidarność i els Atletes Olímpics | Polònia       | 2.2  | Tobiasz Pawlak             | HRE Mazowsze Serce Polski      |      |
| 26-30 | Volta a Eslovàquia                          | Eslovàquia    | 2.1  | Mauro Schmid               | Team Jayco AlUla               |      |
| 30    | Midden-Brabant Poort Omloop                 | Països Baixos | 1.2  | Floris Van Tricht          | Israel Premier Tech Academy    |      |
| 30    | SD Worx BW Classic                          | Bèlgica       | 1.2  | Laurens Sweeck             | Alpecin-Deceuninck Development |      |

### Juliol
| Data  | Cursa                                                                            | País       | Cat. | Vencedor         | Equip                            | Ref. |
| ----- | -------------------------------------------------------------------------------- | ---------- | ---- | ---------------- | -------------------------------- | ---- |
| 2     | Trofeu de la vila de Brèscia                                                     | Itàlia     | 1.2  | Manuel Oioli     | Q36.5 Continental                |      |
| 2-7   | Volta a Àustria                                                                  | Àustria    | 2.1  | Diego Ulissi     | UAE Team Emirates                |      |
| 6     | Visegrad 4 Kerekparverseny                                                       | Hongria    | 1.2  | Tilen Finkšt     | Adria Mobil                      |      |
| 6     | Gran Premi Erciyes                                                               | Turquia    | 1.2  | Samet Bulut      | İstanbul Büyükşehir Belediyespor |      |
| 6-9   | Sibiu Cycling Tour                                                               | Romania    | 2.1  | Florian Lipowitz | Red Bull-Bora-Hansgrohe          |      |
| 7     | Giro del Medio Brenta                                                            | Itàlia     | 1.2  | Sergio Meris     | MBH Bank Colpack Ballan          |      |
| 7     | Visegrad 4 Bicycle Race-GP Slovakia                                              | Eslovàquia | 1.2  | Martin Voltr     | Pierre Baguette Cycling          |      |
| 11-14 | Gran Premi Internacional de ciclisme de Torres Vedras - Trofeu Joaquim Agostinho | Portugal   | 2.2  | Orluis Aular     | Caja Rural-Seguros RGA           |      |
| 13    | Gran Premi Altınkale                                                             | Turquia    | 1.2  | Max Stedman      | İstanbul Büyükşehir Belediyespor |      |
| 13-15 | Tour de l'Ain                                                                    | França     | 2.1  | Alexander Cepeda | EF Education-EasyPost            |      |
| 14    | Giro dels Apenins                                                                | Itàlia     | 1.1  | Jan Christen     | UAE Team Emirates                |      |
| 15    | Clàssica Terres de l'Ebre                                                        | Catalunya  | 1.2  | Abel Balderstone | Caja Rural-Seguros RGA           |      |
| 20    | Visegrad 4 Bicycle Race-GP Czech Republic                                        | Txèquia    | 1.2  | Martin Voltr     | Pierre Baguette Cycling          |      |
| 21    | Gran Premi de la vila de Pérenchies                                              | França     | 1.2  | Théo Delacroix   | Saint Michel-Mavic-Auber 93      |      |
| 21    | Visegrad 4 Bicycle Race-GP Poland                                                | Polònia    | 1.2  | Lukáš Kubiš      | Elkov-Kasper                     |      |
| 23    | Memorial Andrzej Trochanowski                                                    | Polònia    | 1.2  | Norbert Banaszek | Mazowsze Serce Polski            |      |
| 23    | Volta a Castella i Lleó                                                          | Espanya    | 1.1  | Caleb Ewan       | Team Jayco AlUla                 |      |
| 24-27 | Dookoła Mazowsza                                                                 | Polònia    | 2.2  | Bartłomiej Proć  | Santic-Wibatech                  |      |
| 24-28 | Tour d'Alsàcia                                                                   | França     | 2.2  | Joris Delbove    | Saint Michel-Mavic-Auber 93      |      |
| 24-4  | Volta a Portugal                                                                 | Portugal   | 2.1  | Artem Nych       | Sabgal-Anicolor                  |      |
| 25    | Clàssica d'Ordizia                                                               | Espanya    | 1.1  | Jan Christen     | UAE Team Emirates                |      |
| 25-28 | Czech Tour                                                                       | Txèquia    | 2.1  | Marc Hirschi     | UAE Team Emirates                |      |
| 27-29 | Kreiz Breizh Elites                                                              | França     | 2.2  | Florian Dauphin  | Arkéa-B&B Hôtels Continentale    |      |
| 28    | Puchar MON                                                                       | Polònia    | 1.2  | Konrad Czabok    | Mazowsze Serce Polski            |      |

### Agost
| Data  | Cursa                                 | País          | Cat. | Vencedor            | Equip                                     | Ref. |
| ----- | ------------------------------------- | ------------- | ---- | ------------------- | ----------------------------------------- | ---- |
| 4     | Cupa Max Ausnit                       | Romania       | 1.2  | Kyrylo Tsarenko     | Corratec-Vini Fantini                     |      |
| 7-9   | Tour de Szeklerland                   | Romania       | 2.2  | Lev Gonov           | Astana Qazaqstan Development              |      |
| 11    | Circuit de Getxo                      | Espanya       | 1.1  | Jon Barrenetxea     | Movistar Team                             |      |
| 11    | Polynormande                          | França        | 1.1  | Paul Lapeira        | Decathlon-AG2R La Mondiale                |      |
| 13-16 | Tour del Llemosí                      | França        | 2.1  | Alex Baudin         | Decathlon-AG2R La Mondiale                |      |
| 14-18 | Volta a Romania                       | Romania       | 2.2  | Ilkhan Dostiyev     | Astana Qazaqstan Development              |      |
| 15    | Tour de Lovaina-Memorial Jef Scherens | Bèlgica       | 1.1  | Markus Hoelgaard    | Uno-X Mobility                            |      |
| 20-23 | Tour de Poitou-Charentes              | França        | 2.1  | Søren Wærenskjold   | Uno-X Mobility                            |      |
| 21-25 | Tour Bitwa Warszawska                 | Polònia       | 2.2  | Alan Banaszek       | Mazowsze Serce Polski                     |      |
| 23    | Druivenkoers Overijse                 | Bèlgica       | 1.1  | Jelte Krijnsen      | Parkhotel Valkenburg                      |      |
| 23-1  | Tour de Guadeloupe                    | França        | 2.2  | Kevin Castillo      | Sistecrédito                              |      |
| 24    | Gran Premi Soğanlı                    | Turquia       | 1.2  | Natnael Berhane     | Istanbul Büyükșehir Belediye Spor Türkiye |      |
| 24-29 | Volta a Bulgària                      | Bulgària      | 2.2  | Matteo Malucelli    | JCL Ukyo                                  |      |
| 25    | Gran Premi de Plouay                  | França        | 1.2  | Pierre-Henry Basset | CIC U Nantes Atlantique                   |      |
| 25    | Ronde van de Achterhoek               | Països Baixos | 1.2  | Stian Rosenlund     | Airtox-Carl Ras                           |      |
| 25    | Gran Premi Kaisareia                  | Turquia       | 1.1  | Benjamin Dyball     | Victoire Hiroshima                        |      |
| 28    | Muur Classic Geraardsbergen           | Bèlgica       | 1.1  | Jenno Berckmoes     | Lotto Dstny                               |      |
| 30-2  | Tour of Routhe Salvation              | Turquia       | 2.2  | Rutger Wouters      | Cycling Vlaanderen                        |      |
| 31-1  | In the footsteps of the Romans        | Bulgària      | 2.2  | Alin Toader         | Team Novák                                |      |

### Setembre
| Data  | Cursa                                    | País      | Cat. | Vencedor            | Equip                                  | Ref. |
| ----- | ---------------------------------------- | --------- | ---- | ------------------- | -------------------------------------- | ---- |
| 1     | Gran Premi Kranj                         | Eslovènia | 1.2  | Roman Ermakov       | CTF Victorious                         |      |
| 4-7   | Giro del Friül-Venècia Júlia             | Itàlia    | 2.2  | Jørgen Nordhagen    | Team Visma-Lease a Bike Development    |      |
| 5-8   | Okolo Jižních Čech                       | Txèquia   | 2.2  | Marcin Budziński    | Mazowsze Serce Polski                  |      |
| 7     | Gran Premi Rik Van Looy                  | Bèlgica   | 1.2  | Simon Dehairs       | Alpecin-Deceuninck Development         |      |
| 8     | Gran Premi de la vila de Halle           | Bèlgica   | 1.2  | Federico Savino     | Soudal Quick-Step Devo                 |      |
| 11    | Giro de Toscana                          | Itàlia    | 1.1  | Clément Champoussin | Arkéa-B&B Hotels                       |      |
| 12-15 | Tour d'Istanbul                          | Turquia   | 2.1  | Mathieu Burgaudeau  | TotalEnergies                          |      |
| 14    | Memorial Marco Pantani                   | Itàlia    | 1.1  | Marc Hirschi        | UAE Team Emirates                      |      |
| 15    | Trofeu Matteotti                         | Itàlia    | 1.1  | Orluis Aular        | Caja Rural-Seguros RGA                 |      |
| 15    | Gran Premi d'Isbergues                   | França    | 1.1  | Arvid de Kleijn     | Tudor Pro Cycling Team                 |      |
| 15    | Gran Premi de la vila de Nogent-sur-Oise | França    | 1.2  | Justin Ducret       | SCO Dijon-Team Material-velo.com       |      |
| 20    | Campionat de Flandes                     | Bèlgica   | 1.1  | Tim Merlier         | Soudal Quick-Step                      |      |
| 22    | Gooikse Pijl                             | Bèlgica   | 1.1  | Tim Merlier         | Soudal Quick-Step                      |      |
| 22    | París-Chauny                             | França    | 1.1  | Arnaud Démare       | Arkéa-B&B Hotels                       |      |
| 25    | Circuit de Houtland                      | Bèlgica   | 1.1  | Max Walscheid       | Team Jayco AlUla                       |      |
| 27-29 | Tour d'Eure-et-Loir                      | França    | 2.2  | Antoine L'Hote      | Decathlon-AG2R La Mondiale Development |      |
| 28    | Gran Premi Pino Cerami                   | Bèlgica   | 1.2  | Sente Sentjens      | Alpecin-Deceuninck Development         |      |

### Octubre
| Data  | Cursa                         | País          | Cat. | Vencedor                           | Equip                               | Ref. |
| ----- | ----------------------------- | ------------- | ---- | ---------------------------------- | ----------------------------------- | ---- |
| 1     | Binche-Chimay-Binche          | Bèlgica       | 1.1  | Arnaud De Lie                      | Lotto Dstny                         |      |
| 1     | Coppa Città di San Daniele    | Itàlia        | 1.2  | Jørgen Nordhagen                   | Team Visma-Lease a Bike Development |      |
| 1-6   | Volta a Croàcia               | Croàcia       | 2.1  | Brandon McNulty                    | UAE Team Emirates                   |      |
| 2     | Elfstedenrace                 | Països Baixos | 1.1  | Taco van der Hoorn                 | Intermarché-Wanty                   |      |
| 3     | París-Bourges                 | França        | 1.1  | Anulada per causes financeres      | Anulada per causes financeres       |      |
| 5     | Tour de Vendée                | França        | 1.1  | Anulada per causes financeres      | Anulada per causes financeres       |      |
| 6     | Coppa Agostoni                | Itàlia        | 1.1  | Marc Hirschi                       | UAE Team Emirates                   |      |
| 11-13 | Volta a Sèrbia                | Sèrbia        | 2.2  | Quinten Veling                     | WPGA Amsterdam Racing Academy       |      |
| 13    | Crono de les Nacions          | França        | 1.1  | Stefan Küng                        | Groupama-FDJ                        |      |
| 13    | Trofeu Baracchi               | Itàlia        | 1.1  | Anulada per causes financeres      | Anulada per causes financeres       |      |
| 20    | Bergerac-Châtellerault-Rungis | França        | -    | Anulada pel baix nombre d'inscrits | Anulada pel baix nombre d'inscrits  |      |